# هجوم القرش
هجوم القرش هو سلسلة من الهجمات التي تشنها أسماك القرش حيث يتعرض جميع الناس من هجمات القرش ولا ينجو منها إلا القليل منهم.

## أنواع الحوادث
- حوادث مستثارة (حوادث استثار الإنسان سمك القرش مثل أن يكون الإنسان حاول الإمساك بسمكة القرش أو حاول أن يطعم سمكة القرش)
- حوادث غير مستثارة (حوادث لم يقوم فيها الإنسان بأفعال قد تستثير سمك القرش)

## الإحصائيات
في عام 2001. كانت هناك 79 هجمة قرش في جميع أنحاء العالم 11 حالة كانت قاتلة. في عام 2005 و 2006 انخفض هذا العدد إلى 61 و 62 هجمة، وانخفض عدد الهجمات القاتلة إلى 4 في العام.
يوضح متحف فلوريدا للتاريخ الطبيعي أنه يجب مقارنة معدل هجمات القرش القاتلة مع أسباب أخرى يتخوف الناس منها بنسبة أقل مثل الصعق بالبرق.

## فصائل القرش التي تهاجم الإنسان
على عكس الاعتقاد السائد بأن جميع القروش خطيرة على الإنسان ولكن من بين أكثر من 360 فصيلة من فصائل القروش يوجد عدد قليل هو خطر على الإنسان.
أربعة أنواع فقط من أسماك القرش هي التي تورطت في عدد يأخذ في الاعتبار في حوادث غير مستثارة لسمكة القرش وهم قرش النمر والقرش الأبيض الكبير والقرش الثور وقرش الطرف الأبيض المحيطي.
من المعتقد أن قرش الطرف الأبيض المحيطي متورط في العديد من الهجمات الغير مستثارة بالرغم أن الإحصائيات لا تدل على ذلك ولكن هذا الاعتقاد سائد بسبب أن في غالبية الحوادث التي يتورط فيها قرش الطرف الأبيض المحيطي لا ينجوا من تلك الحوادث من يستطيع أن يروي طبيعة الهجوم بالإضافة أن قرش الطرف الأبيض المحيطي بكثرة في المياه المفتوحة وفي الغالب يكون أول الواصلين ألي مواقع الكوارث البحرية أو الكوارث الجوية التي تنتهي إلى البحر، مثل الحادثة المشهورة ل نوفا سكوتياNova Scotia في الحرب العالمية الثانية حيث غرقت بجوار جنوب إفريقيا ولم ينجوا غير 192 من الطاقم المكون من 1000 شخص، وحادثة يواس اس انديانابولس USS Indianapolis حيث لقي من 60-80 شخص حتفهم بسبب قرش الطرف الأبيض المحيطي في سنة 1945.

وفي حالات أخرى نادرة سجلت هجمات لأنواع أخرى من أسماك القرش مثل قرش المطرقة وقرش الماكو والقرش الأزرق وغيرهم من أسماك القرش.

## لماذا يهاجم القرش الإنسان
يوجد العديد من النظريات عن لماذا يهاجم القرش الإنسان أحياناً، بعض الفصائل التي تهاجم الإنسان قد يختلط عليها الأمر وتهاجم الإنسان اعتقادا انه كلب البحر أو أنه فريسة حيوانية يستطيع أن يأكلها، مثل ما يكون في حالة المتزحلقين على الماء Surfers. يظهر المتزحلق على لوح التزحلق على أنه كلب البحر أو الفقمة وهو الوجبة المفضلة للقرش. كذلك لدى القرش أجهزة استشعار تقوم بالتقاط أي أشارات كهربائية تقوم العضلات بتوليدها عند الحركة. وفي العادة يقوم القرش الذي يهاجم الإنسان بعملية عضة وهرب (قضمة وتف) (bite & spit). وهناك تفسيرات عديدة لهذا السلوك ومنها أن القرش لا يستسيغ طعم الإنسان فيقوم بترك الفريسة أو أن الإنسان لا يحتوي على الدهون التي يحتاجها القرش أو أن الجهاز الهضمي للقرش لا يستطيع هضم الإنسان، وهناك تفسير آخر بأن القرش ينتظر حتى تنهك الفريسة نفسها وبذلك يكون القرش تجنب القتال مع الفريسة، وذلك يعطي الإنسان الوقت الكافي للخروج من الماء والنجاة.
وقد أشارت بعض الدراسات أن القرش قد يميز الإشارات الإلكترونية التي يطلقها الإنسان المصاب والتي تطلقها الفريسة المصابة وبذلك يترك القرش الإنسان لأنه يعلم علم اليقين أنه ليس الفريسة التي يبحث القرش عنها.

## معرض صور

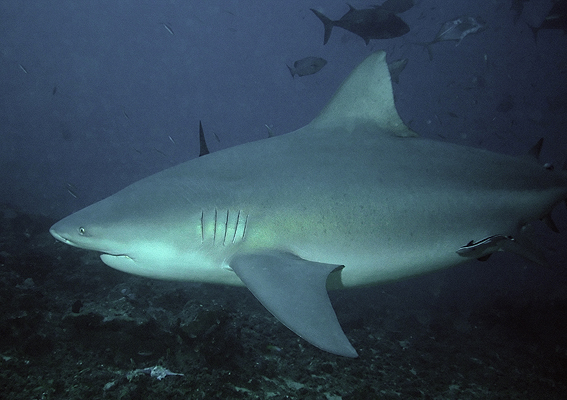
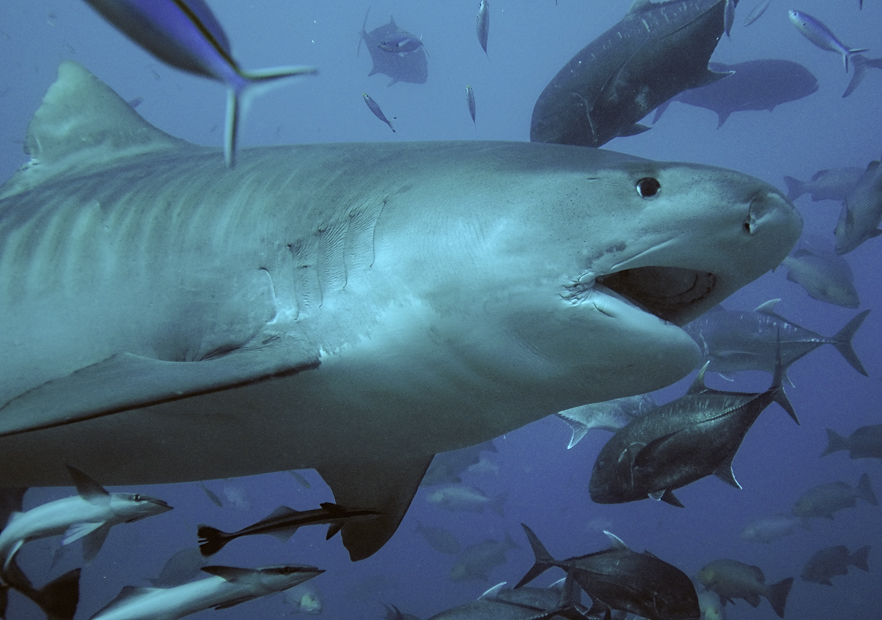
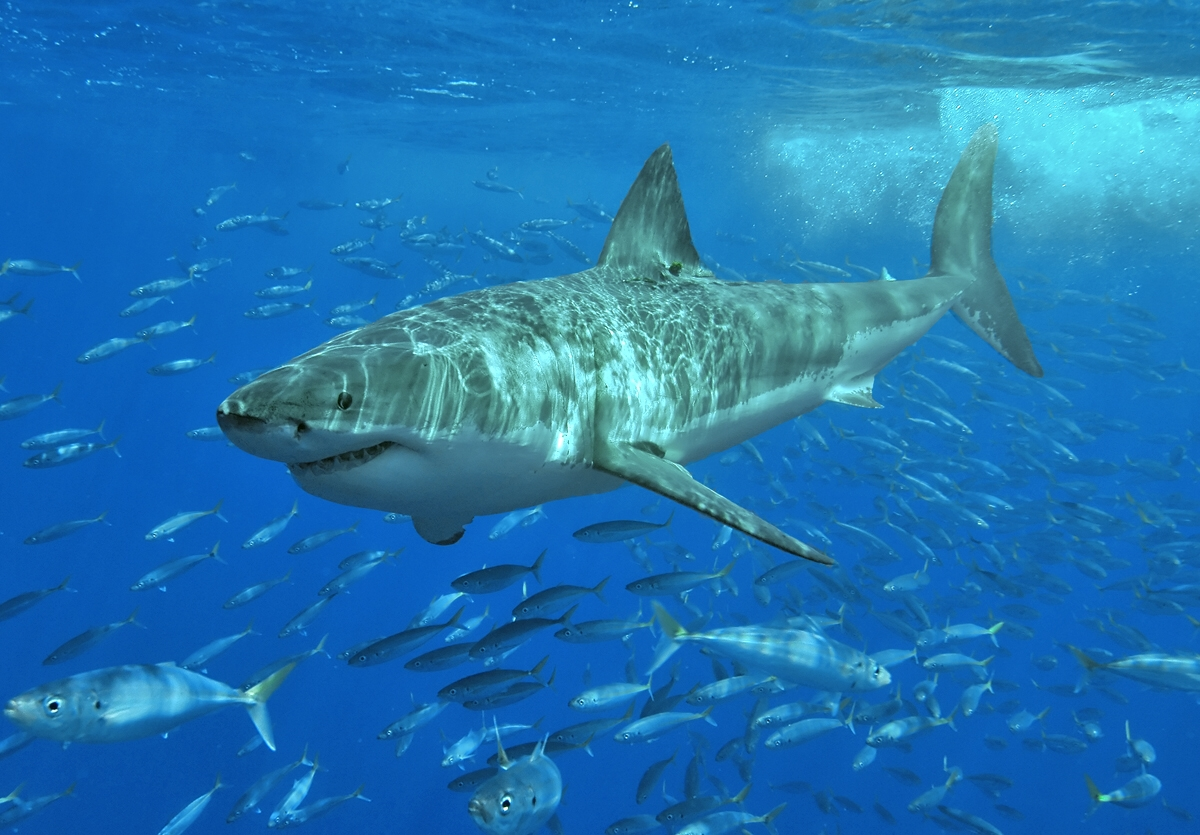
قرش أبيض كبير في مياه جزيرة غوادالوبيه، بالمكسيك، أغسطس 2006. ألتقطت الصورة باستخدام آلة نيكون D70s، بالضوء الطبيعي. يُقدّر طول هذا الحيوان بين 11 و12 قدم (بين 3.3 و3.6 أمتار)، أما سنّه فغير معلوم.

## اقرأ أيضا
- قرش
- عضات الحيوانات
- شبكة القرش
- قفص حماية من أسماك القرش